# Dacryodes granatensis
Dacryodes granatensis là một loài thực vật có hoa trong họ Burseraceae. Loài này được Cuatrec. mô tả khoa học đầu tiên năm 1952.